# 电话学
电话学、电话业或电话技术（英語：telephony）是有关电信服务开发、应用和部署的技术领域。语音的传输通过模拟电话服务（普通老式电话服务）或数字电话服务（如VoIP）实现。